# 留辺蘂駅
留辺蘂駅（るべしべえき）は、北海道北見市留辺蘂町東町（あずままち）にある、北海道旅客鉄道（JR北海道）石北本線の駅である。電報略号はルヘ。事務管理コードは▲122525。駅番号はA56。旧・留辺蘂町の代表駅かつ温根湯温泉の玄関口であり、特急「オホーツク」「大雪」・特別快速「きたみ」を含めた全ての旅客列車が停車する。

## 歴史

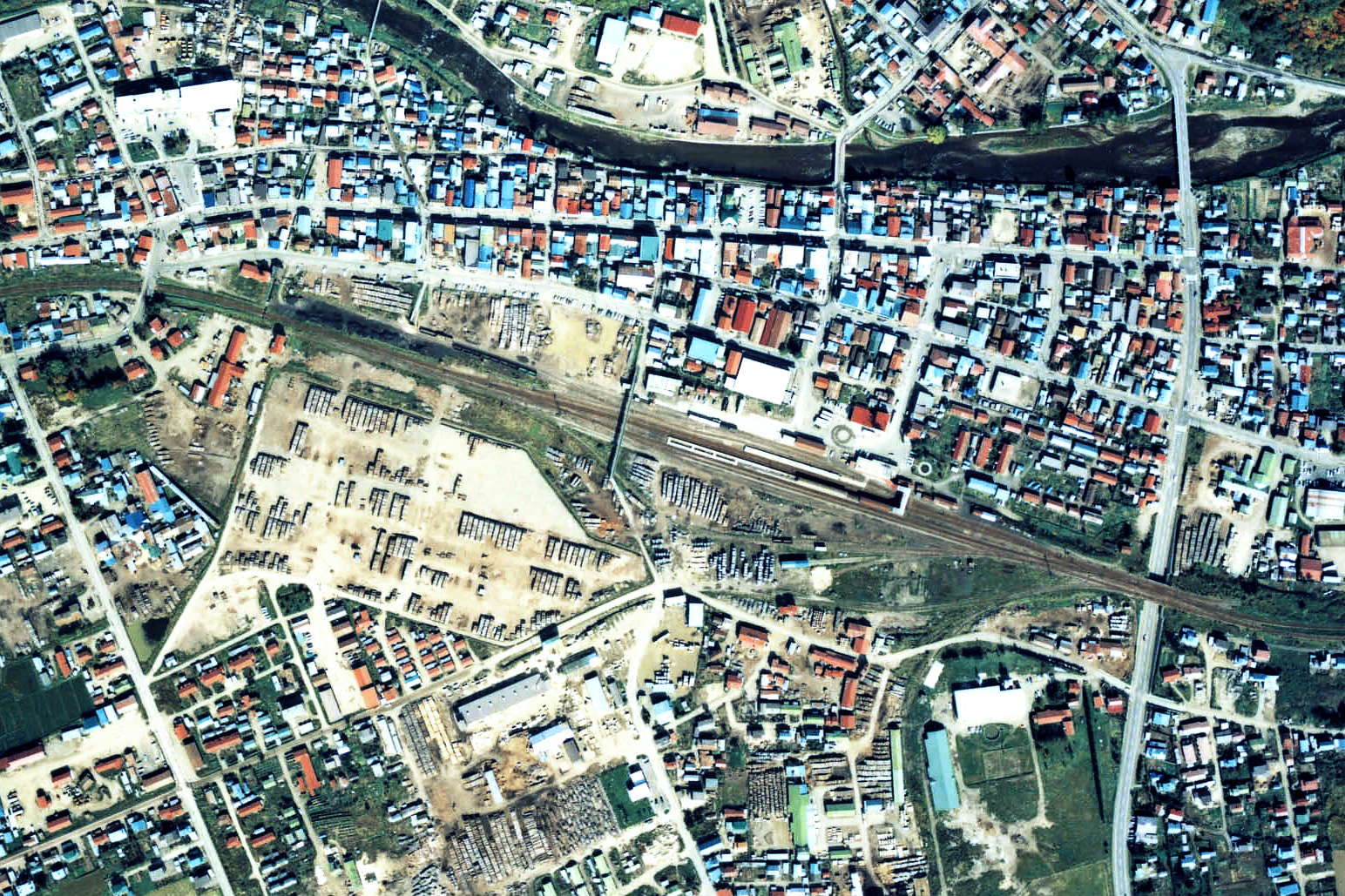
1977年の留辺蘂駅と周囲約666m×1km範囲。右が網走方面。
かつては遠軽側にストックヤードがあり、貨物ホーム付近までがヤードであった。貨物ホームからストックヤードにかけて3本の側線が分岐合流しながら敷かれていた。駅裏には2本の貨物線の外に、膨らんだ1本の貨物線があるが、かつてこの線は駅裏の左手にある大きな北見営林局留辺蘂営林署管轄のストックヤード（土場）の中央へ引き込まれた専用線と外周線の一部であった。1977年の航空写真ではその外側に青い小さな車庫があり、そのそばに白く歪な丸い形に埋められた、かつての常紋峠越え用補機用蒸気機関車の転車台跡が見える。さらにその下には木工所の工業団地があり、3本の引込み線が伸びているが、既にあまり利用されていない様で草生している。
営林署のヤードは既にトラック輸送に切り替わっていて外周を塀で区画しているが、鉄道貨物を利用していた頃は敷地の境界は無く、線路際一杯までヤードが広がっていた。このヤードにはかつて温根湯森林鉄道が接続しており、西方の無加川流域やその上流の支流イトムカ川流域、昭和28年にはさらにその先、石北峠を越えて、旭川営林局管内にある層雲峡上流の石狩川源流となるルベシベナイ川流域から木材を運搬していた。この石北峠を越えるために、簡易軌道として道内初の15tディーゼル機関車5台が導入された。またイトムカ鉱山への人員輸送を行っていた時期もある。幹線長52 km、支線を含め総延長81.5 kmにも及んだこの長大森林鉄道も、国道整備によるトラック輸送と木材需要低迷に押されて昭和35年に廃止された。ヤードの左端から写真左下へ向けて道が敷かれているが、これはかつての軌道跡で、その延長上の留辺蘂町基線道の横を温根湯へ向けて走っていた。

- 1912年（大正元年）11月18日：鉄道院湧別軽便線の野付牛駅（現在の北見駅） - 当駅間が軌間1,067mmにて開通[注釈 1]。暫定的な終端駅として開業[4]。一般駅。
- 1914年（大正3年）
  - 9月25日：野付牛機関庫留辺蘂分庫設置。
  - 10月5日：湧別軽便線当駅 - 下生田原駅間が軽便規格（軌間762mm）にて延伸開業[5]。中間駅となる。貨物積替場、跨線橋設置。野付牛駅 - 当駅間を留辺蘂軽便線と改称[5]。
- 1916年（大正5年）
  - 11月7日：当駅 - 遠軽間が1,067mmに改軌[5]。当駅構内が全て軌間1,067mmとなる。野付牛駅 - 遠軽駅 - 下湧別駅間を湧別軽便線と改称[5]。
  - 月日不詳：留辺蘂機関分庫廃止。
- 1921年（大正10年）：温根湯森林鉄道開設。最長時（1944年）72.9キロ[6]
- 1922年（大正11年）
  - 9月2日：軽便鉄道法廃止により湧別線に改称[5]。
  - 10月1日：遠軽駅 - 野付牛駅間を区間分離し、石北線に編入[5]。
- 1949年（昭和24年）6月1日：公共企業体である日本国有鉄道に移管。
- 1954年（昭和29年）8月12日：旭川市から北見市に向かう昭和天皇、香淳皇后のお召し列車が停車。駅前奉迎が行われた[7]。
- 1960年（昭和35年）：温根湯森林鉄道廃止。
- 1961年（昭和36年）4月1日：新旭川駅 - 網走駅間を石北本線に改称[5]。
- 1968年（昭和43年）7月25日：補助コンテナ基地設置。
- 1984年（昭和59年）2月1日：貨物取扱い廃止[5]。
- 1985年（昭和60年）3月14日：荷物取扱い廃止[1]。
- 1987年（昭和62年）4月1日：国鉄分割民営化により北海道旅客鉄道（JR北海道）に継承[5]。
- 2016年（平成28年）4月30日：この日をもってみどりの窓口を廃止し、無人駅化[新聞 2][新聞 3]（簡易委託化[新聞 1][新聞 4]）。

### 駅名の由来
アイヌ語の「ルペシペ」（越え下っていく道）が転訛したもの。2023年4月1日に北海道留萌市の留萌駅が廃止されたことにより、日本で唯一の「る」から始まる鉄道駅となった。

## 駅構造
単式ホーム1面1線および島式ホーム1面2線の計2面3線を有する地上駅。駅舎は北側にあり、南側に出入り口はない。駅舎側にある単式ホームは島式ホームの形状になっていて1番のりばへのスロープが設置されており段差無く行き来ができる。駅舎と2・3番のりばとは跨線橋で結ばれ、ログハウス風の待合室がある。
元は木材出荷が主目的の駅として、客扱い用には島式ホーム（現2・3番のりば）しか有しておらず、短い単式ホームは後に普通列車専用として設けられた。それと共に島式ホームも遠軽側に延長されている。1番のりばは駅舎裏側片面の上下双方向の利用である。
2016年4月30日までは社員配置駅だったが、同年5月1日から、簡易委託駅となり、駅から200m北の呉服店「坂口呉服店」が切符の販売を週1回、事前申し込みを行った場合にかぎり取り扱う。
簡易委託後は、普通乗車券や自由席特急券のほか、Rきっぷ、「札幌往復限定きっぷ」、定期券のみ取り扱う。

### のりば
| 番線 | 路線      | 方向 | 行先           | 備考           |
| ---- | --------- | ---- | -------------- | -------------- |
| 1    | ■石北本線 | 下り | 北見・網走方面 | 普通列車の大半 |
| 1    | ■石北本線 | 上り | 遠軽方面       | 普通列車の大半 |
| 2    | ■石北本線 | 下り | 北見・網走方面 |                |
| 3    | ■石北本線 | 上り | 遠軽・旭川方面 |                |

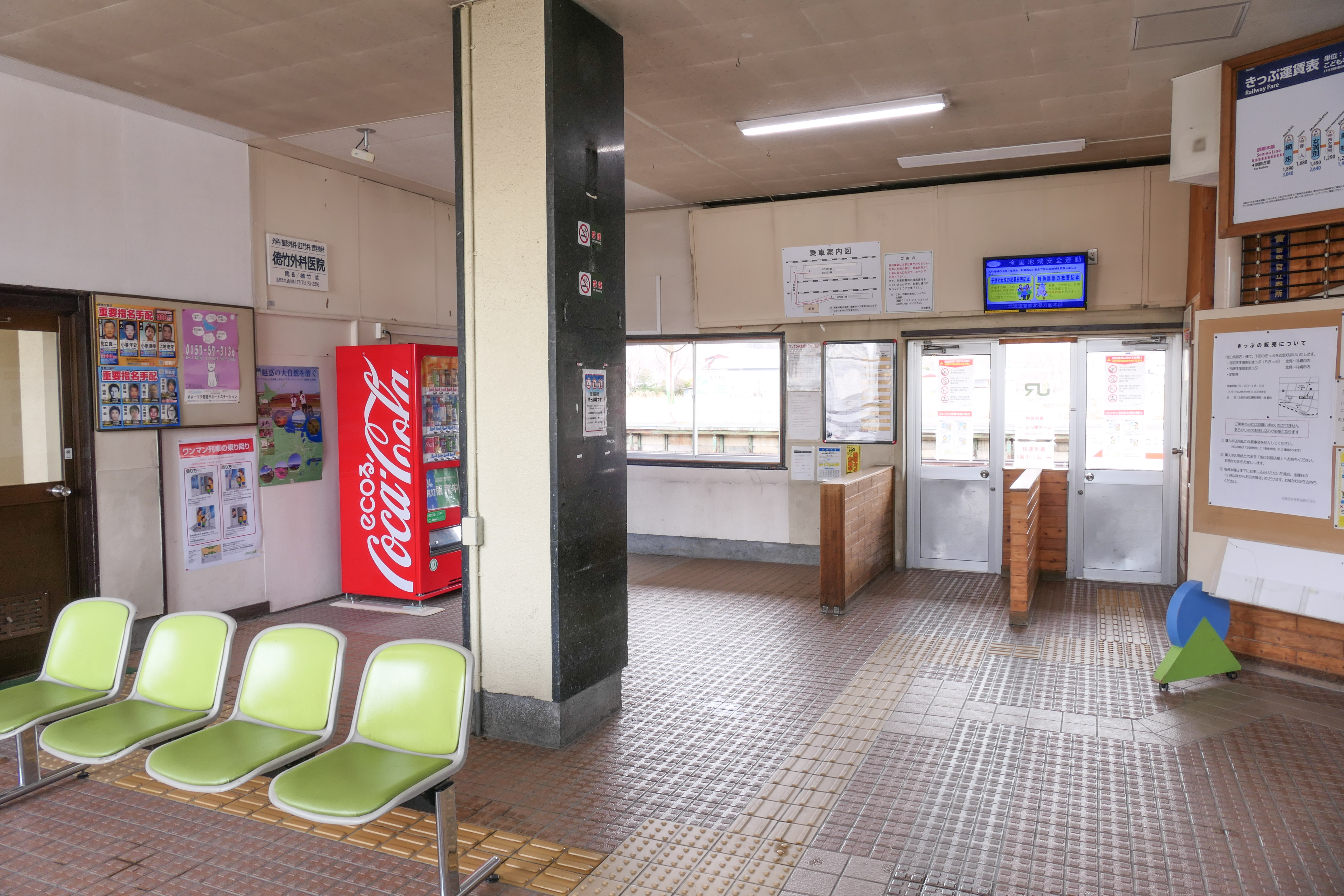
改札口・待合室（2021年5月）
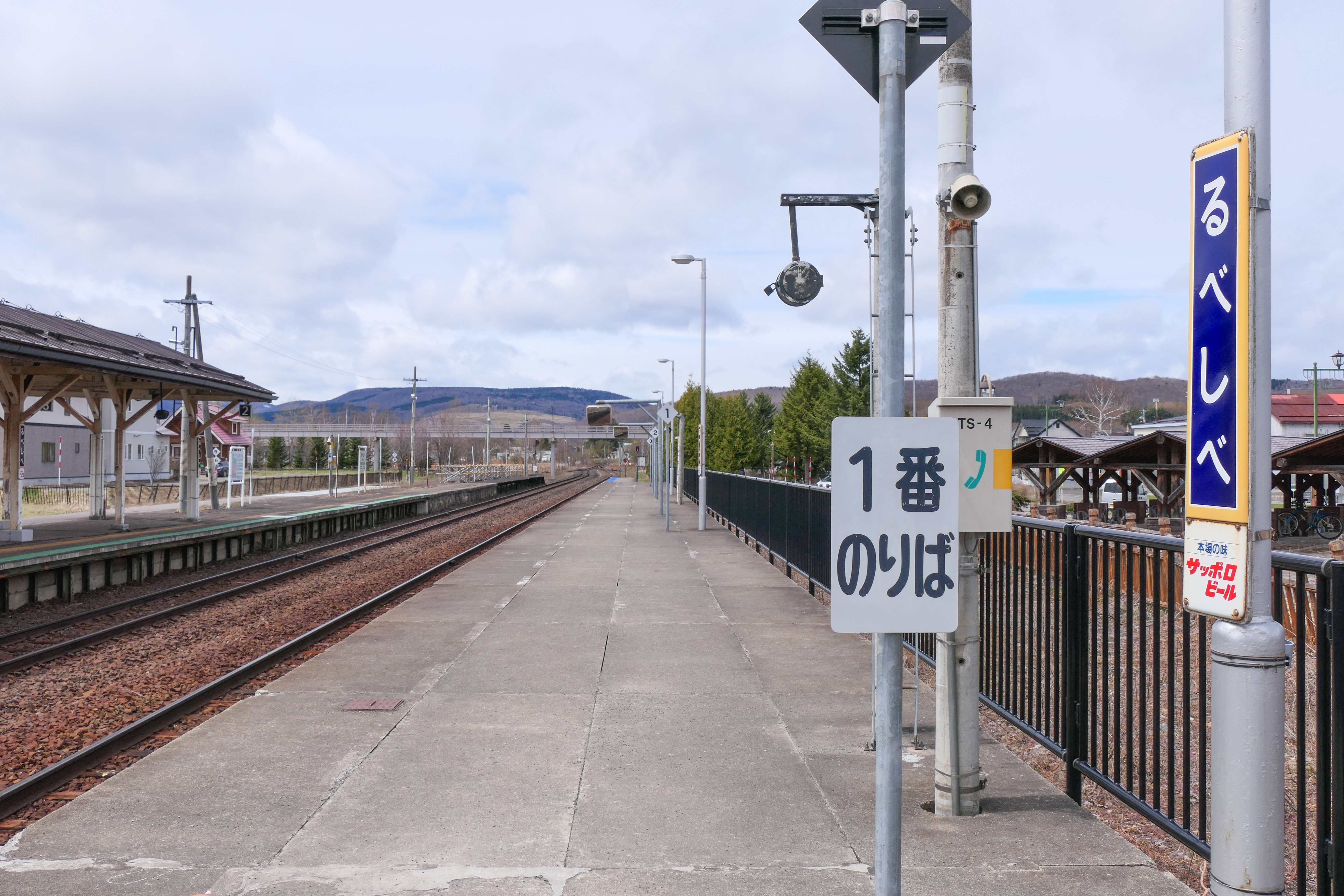
1番線ホーム（2021年5月）
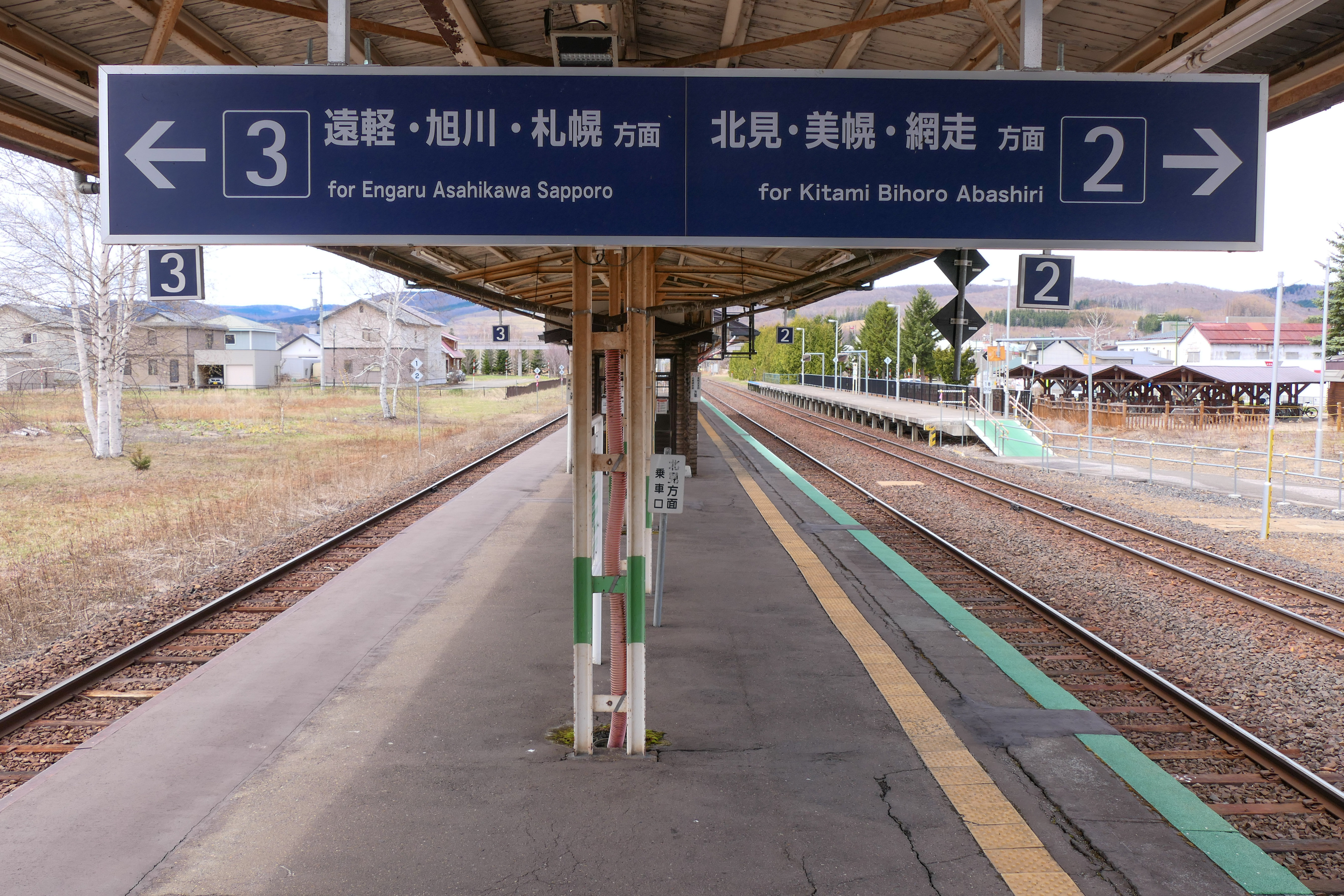
2・3番線ホーム（2021年5月）
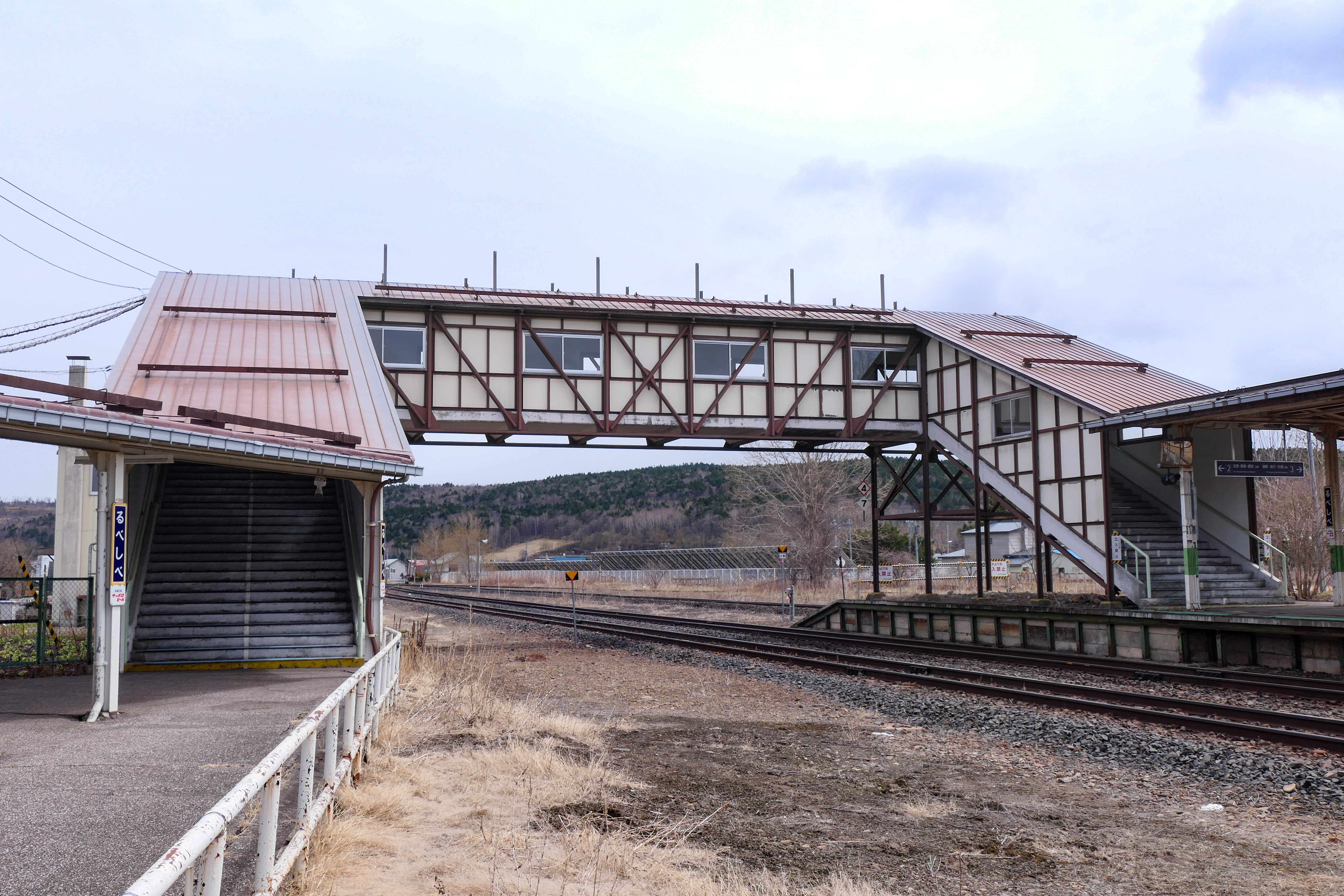
跨線橋（2021年5月）
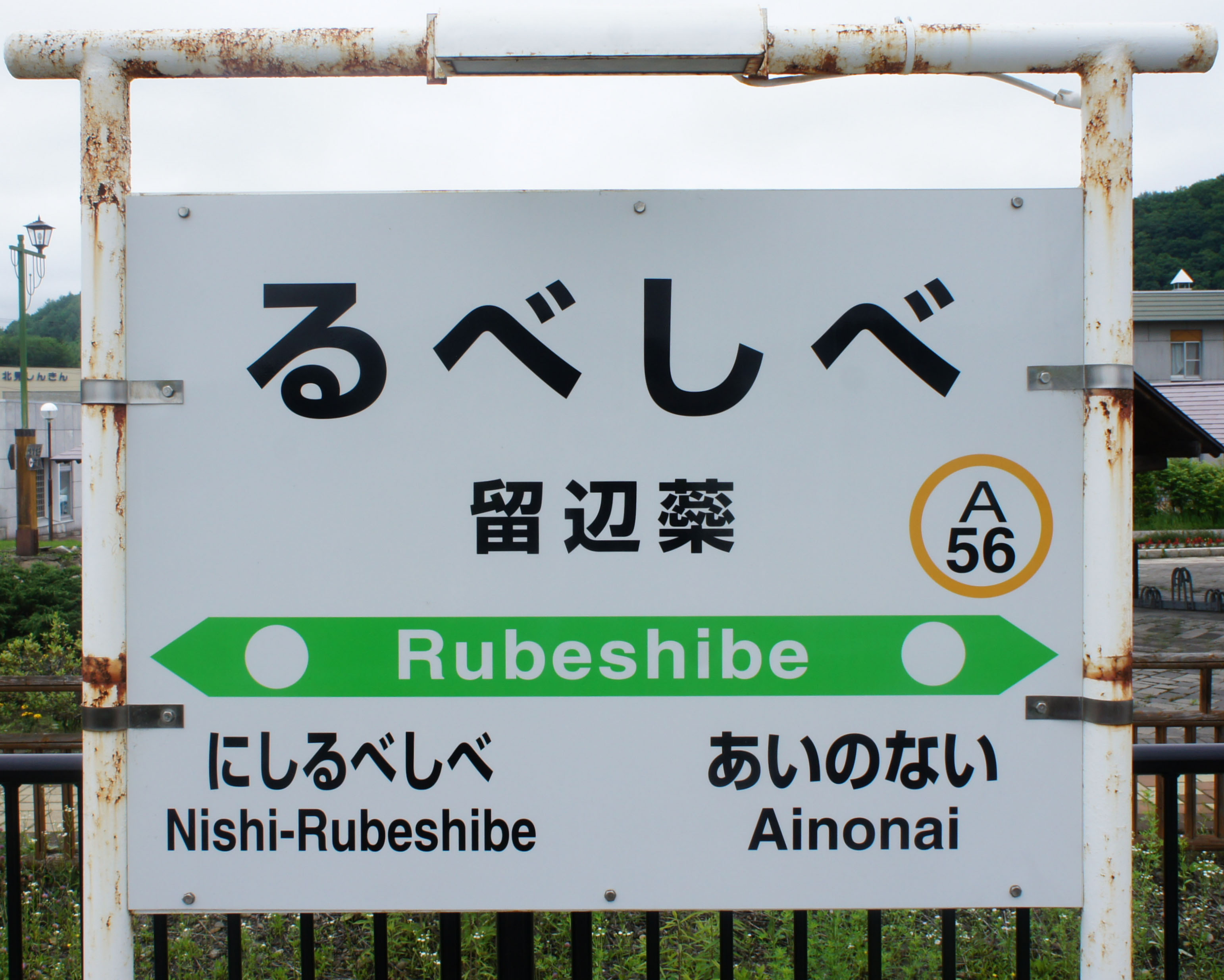
駅名標（2018年7月）
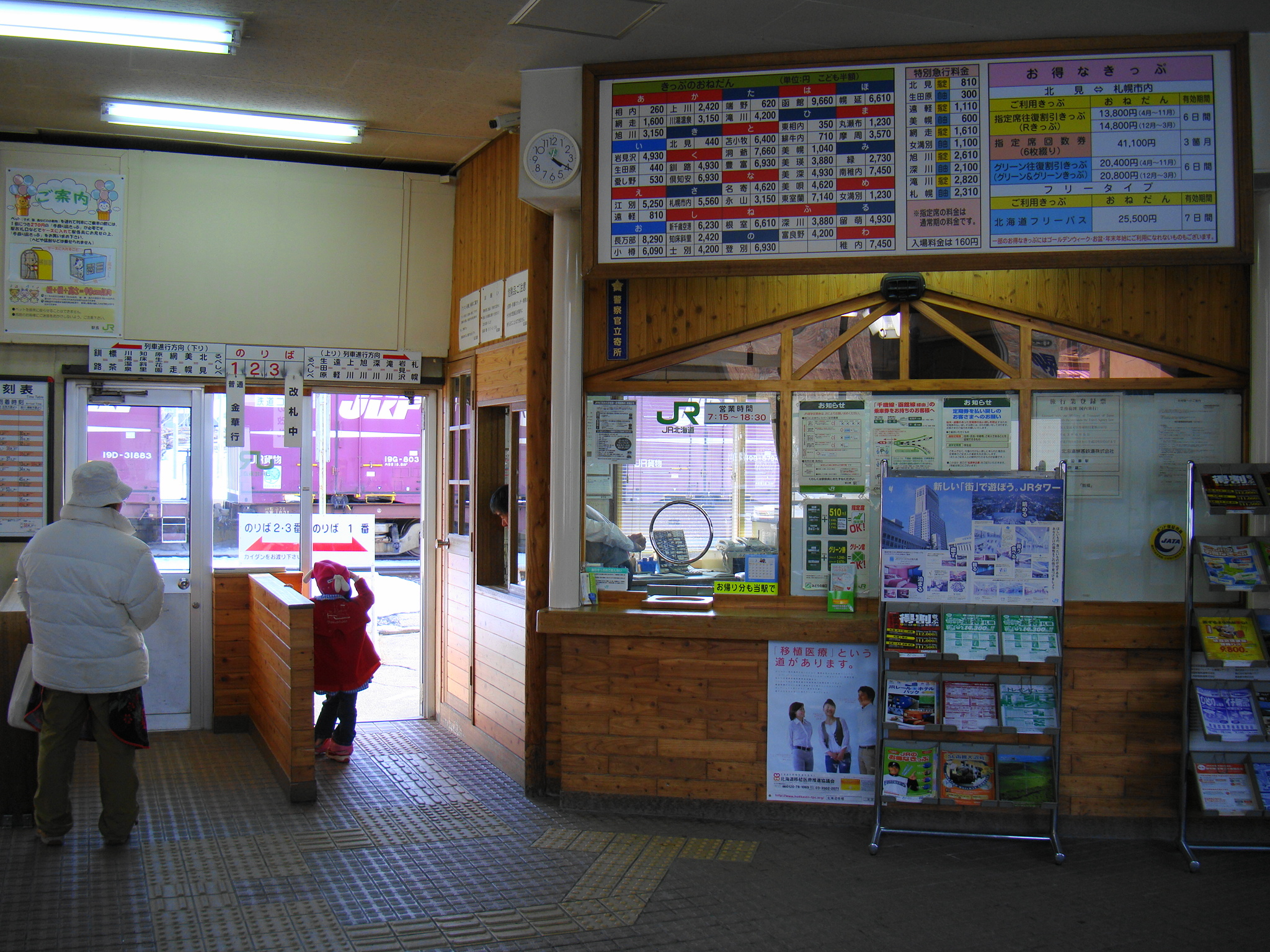
改札・窓口（有人駅時代 2010年3月）

## 利用状況
乗車人員の推移は以下のとおり。年間の値のみ判明している年については、当該年度の日数で除した値を括弧書きで1日平均欄に示す。乗降人員のみが判明している場合は、1/2した値を括弧書きで記した。
また、「JR調査」については、当該の年度を最終年とする過去5年間の各調査日における平均である。
| 年度               | 乗車人員 | 乗車人員 | 乗車人員 | 出典       | 備考 |
| 年度               | 年間     | 1日平均  | JR調査   | 出典       | 備考 |
| ------------------ | -------- | -------- | -------- | ---------- | ---- |
| 1970年（昭和45年） | 251,485  | (689.0)  |          | [ 8 ]      |      |
| 1977年（昭和52年） | 256,765  | (701.5)  |          | [ 8 ]      |      |
| 1978年（昭和53年） |          | 686      |          | [ 9 ]      |      |
| 1980年（昭和55年） | 255,174  | (699.1)  |          | [ 8 ]      |      |
| 2016年（平成28年） |          |          | 114.2    | [ JR北 1 ] |      |
| 2017年（平成29年） |          |          | 108.6    | [ JR北 2 ] |      |
| 2018年（平成30年） |          |          | 98.4     | [ JR北 3 ] |      |
| 2019年（令和元年） |          |          | 89.4     | [ JR北 4 ] |      |
| 2020年（令和02年） |          |          | 75.4     | [ JR北 5 ] |      |
| 2021年（令和03年） |          |          | 66.4     | [ JR北 6 ] |      |
| 2022年（令和04年） |          |          | 56.2     | [ JR北 7 ] |      |
| 2023年（令和05年） |          |          | 47.8     | [ JR北 8 ] |      |

## 駅周辺
街を形成している。
- 北海道道307号留辺蘂停車場線
- 北海道道103号留辺蘂浜佐呂間線
- 北見市役所留辺蘂総合支所（旧・留辺蘂町役場）
- 北見警察署留辺蘂交番
- 留辺蘂郵便局
- 留辺蘂神社
- 北見信用金庫留辺蘂支店
- きたみらい農業協同組合（JAきたみらい）留辺蘂支所
- Ａコープ留辺蘂店

## バス路線

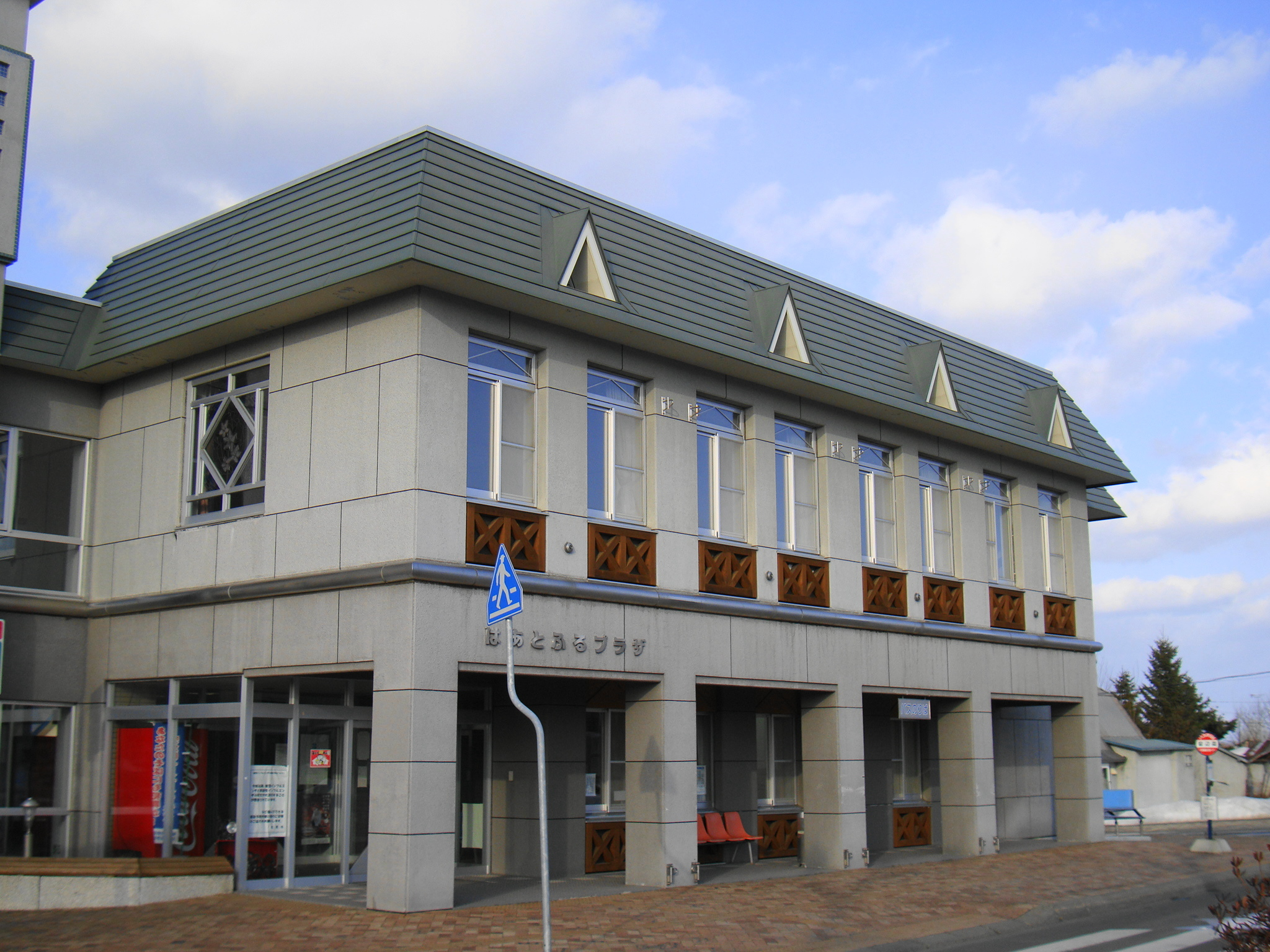
はあとふるプラザ

駅向いの北見市はあとふるプラザに北海道北見バス留辺蘂案内所が設置されていたが、2022年（令和4年）5月13日をもって窓口営業を終了し無人待合室化された。
北海道北見バス - 北見行・温根湯行「留辺蘂」、サンライズ号「留辺蘂駅前」停留所
- 北見行
- 温根湯行
- サンライズ号 旭川駅前行（道北バス・阿寒バスと共同運行）

留辺蘂自治区内スクールバス 峠の空号 - 「留辺蘂」停留所
- 花園駅逓行
- ラルズマート留辺蘂店行

留辺蘂市街地コミュニティバス 白花豆号 - 「はあとふるプラザ前」停留所
- 市街地循環線

## 隣の駅
北海道旅客鉄道（JR北海道）
■石北本線
- 特急「オホーツク」・特別快速「大雪」・快速「きたみ」停車駅

■普通
西留辺蘂駅 (A55) - 留辺蘂駅 (A56) - *下相ノ内仮乗降場 - 相内駅 (A57)
*打消線は廃駅